# Os Quatro Vintes
Os Quatro Vintes é a denominação de um grupo de artistas portugueses constituído por Jorge Pinheiro, Armando Alves, Ângelo de Sousa e José Rodrigues.
Alusão irónica a uma marca de tabaco da época — Três Vintes —, o nome do grupo prende-se com o facto de todos terem terminado os respetivos cursos com a nota de vinte valores na Escola de Belas-Artes do Porto, onde viriam a exercer atividade docente. "Por razões de uma camaradagem ali nascida, reuniram-se para trabalhar e expor, em inteira independência".
Em 1969, ano seguinte ao da formação do grupo, Os Quatro Vintes expuseram na Sociedade Nacional de Belas Artes (uma mostra que, segundo José Augusto França, marca o fim do decénio de 1960).
O grupo seria homenageado através de uma exposição realizada no quadro da Capital Europeia da Cultura Porto 2001, e de novo em 2011 numa mostra que reuniu, no Palácio das Artes, Porto, o espólio do Banco Millennium BCP e de outras de coleções particulares.